# 普魯斯特：建構時光大教堂
《普魯斯特：建構時光大教堂》（法語：Proust : La cathédrale du temps，直譯：普魯斯特：時光大教堂）是普魯斯特研究權威尚-伊夫·塔迪耶的插圖專題論著，同時也是法國意識流作家馬塞爾·普魯斯特的生平傳記。法文原版於1999年由加利瑪出版社在巴黎發行，是為該出版社旗下的「加利瑪發現文庫」第381種書目；臺灣時報文化於2001年推出中譯本，作為其旗下的「發現之旅叢書」第58集。

## 簡介
尚-伊夫·塔迪耶以一系列《追憶似水年華》的原版手稿為開卷插圖，逐步將讀者引入普魯斯特的世界。伴隨《追憶似水年華》主題及主人翁的生平，再對照他們在眞實生活中的身份，作者將小說中的虛構世界和普魯斯特的眞實生平相結合，致力於解析普魯斯特對故事的建構技藝。
在一書中，作者伊莉莎白·艾默瑞（Elizabeth Emery）認為該書的標題受到盛行於世紀末法國文化中的哥德式建築的影響，雖然塔迪耶沒有在作品中給出明確解釋。

## 反響
在Babelio上，基於18條評分，《普魯斯特》平均得分4.06（最高5分），表示「普遍反響良好」。
加拿大作家皮耶·蒙內在魁北克法文週刊報章《Voir》上寫道：「尚-伊夫·塔迪耶無疑是這個時代最傑出的普魯斯特研究權威。得益於這本著作中豐盛的插圖，我們可以親身體驗普魯斯特所經歷的人、事、物，一場視覺和構想的盛宴。」
在其著作中，亞當·華特（Adam Watt）寫道：「塔迪耶對普魯斯特的淵博學識精煉成的這本《普魯斯特：建構時光大教堂》，相較於其標題所傳達的宏大意象，實際是一本僅100多頁的小書。作者在這部迷你作品中以美輪美奐的插圖編織出普魯斯特生命裡和小說中所展現的衆生相，以及極為珍貴的《追憶似水年華》的原初手稿，讀者亦可看到普魯斯特對手稿的親筆修改。」

## 外部連結
- 官方网站 （法文）